# باول كولر (لاعب كرة قدم)
باول كولر (بالألمانية: Paul-Friedrich Koller)‏ هو لاعب كرة قدم نمساوي، ولد في 22 فبراير 2002. شارك مع منتخب النمسا تحت 17 سنة لكرة القدم.

## وصلات خارجية
- باول كولر (لاعب كرة قدم) على موقع قاعدة بيانات كرة القدم.إي يو (الإنجليزية)
- باول كولر (لاعب كرة قدم) على موقع Soccerway.com (الإنجليزية)
- باول كولر (لاعب كرة قدم) على موقع عالم كرة القدم.نت (الإنجليزية)